# Sân vận động Halchowk
Sân vận động Halchowk (còn được gọi là Sân vận động APF) là một sân vận động đa năng ở Kathmandu nằm trong vùng Bagmati Zone của Nepal. Sân vận động có sức chứa 3.500 người.
Sân chủ yếu được sử dụng cho các trận đấu bóng đá và có bề mặt sân cỏ Giải đấu lớn cuối cùng được tổ chức ở đây là Giải vô địch bóng đá U-18 Nam Á 2019.

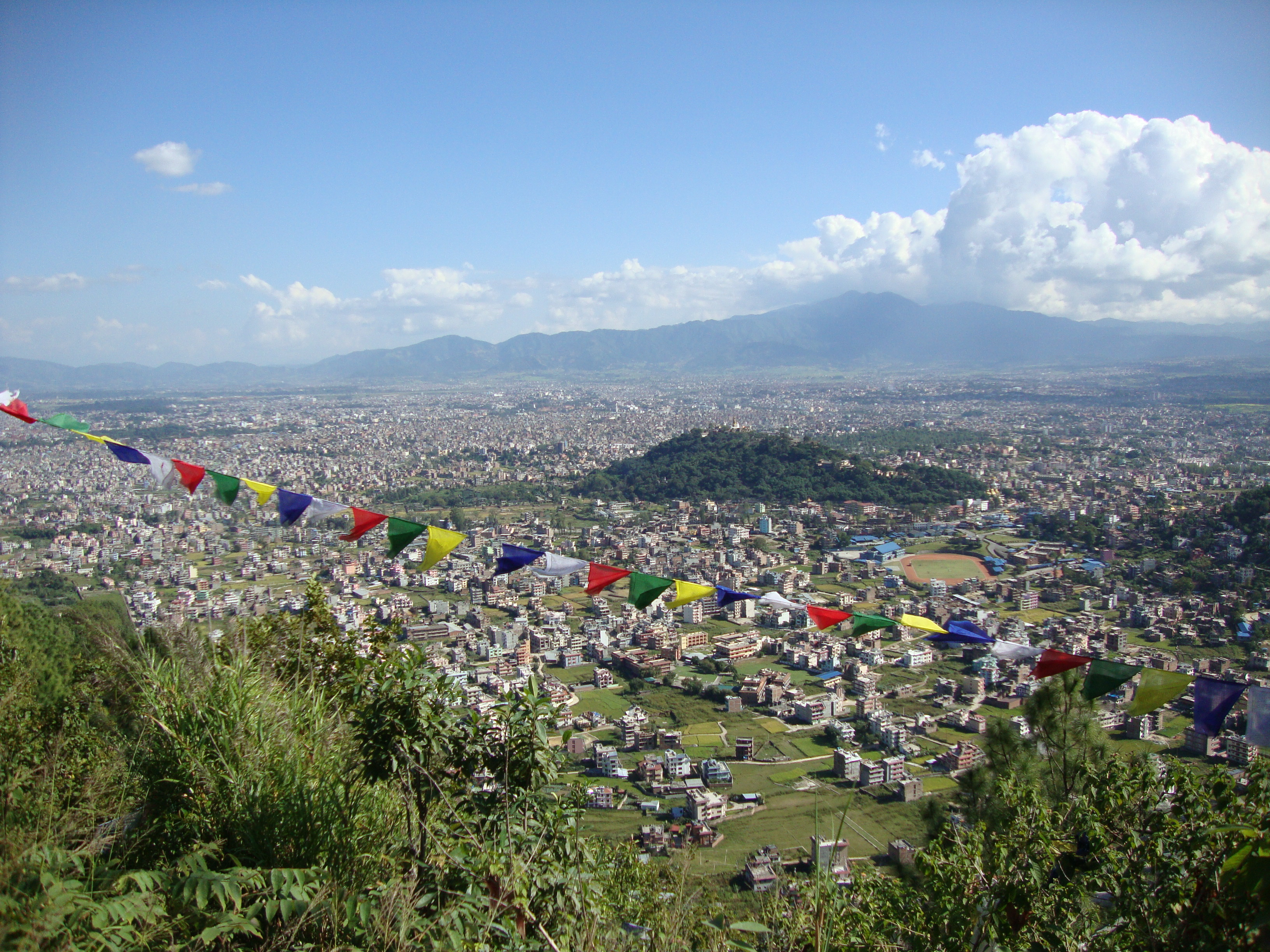
Quang cảnh sân vận động bên dưới Đồi Swayambhu

## Các sự kiện được tổ chức
- Cúp Chủ tịch AFC 2005
- Cúp Challenge AFC 2012
- Giải vô địch bóng đá Nam Á 2013
- Giải vô địch bóng đá U-15 Nam Á 2017
- Giải vô địch bóng đá U-18 Nam Á 2019
- Các trận đấu thường xuyên của Giải bóng đá vô địch Tưởng niệm Martyr A
- Các trận đấu được lựa chọn của đội tuyển bóng đá quốc gia Nepal[5]